# هاجیمه تانابه

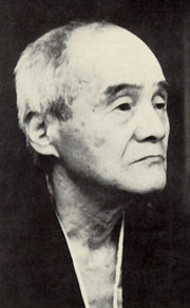

هاجیمه تانابه (به ژاپنی: 田辺 元) (۳ فوریه ۱۸۸۵ - ۲۹ آوریل ۱۹۶۲) فیلسوف ژاپنی سرشناس از مکتب کیوتو بود. زمینه‌های مورد علاقهٔ او فلسفه دین، هستی‌شناسی، فلسفه علم، فلسفه ریاضیات و فلسفه اخلاق بود.